# Thermaikos-bugten
Thermaikos-bugten (græsk: Θερμαϊκός Κόλπος), også kaldet Salonika-bugten og den Makedonske Golf, er en havbugt/golf der udgør det nordvestlige hjørne af Det Ægæiske Hav. Byen Thessaloniki er på sin nordøstlige spids, og den er afgrænset af Pieria og Imathia mod vest og Chalkidiki-halvøen mod øst med Kap Kassandra i det sydøstligste hjørne. Den er opkaldt efter den antikke by Therma, det moderne Thessaloniki og er 100 kilometer lang.
Ved snævrere definitioner er den termiske golf afgrænset mod vest af linjen fra mundingen af Vardar eller Axios til Cape Megalo Embolo, hvilket gør den omkring 15 kilometer lang; mens de mindre Finske Salonica er afgrænset af en linje fra mundingen af de Gallikos til Karabournaki (Mikro Embolo). 
Langs bugten ligger stranden Sani, byen Kassandreia, det gamle Potidaea, Nea Moudania, Agia Triada, Neoi Epivates, Peraia, Kalochori, Methoni, Pydna, Paralia Katerinis og Olympiaki Akti. Mange floder løbere ud i bugten, f.eks. Pineios, Aliakmon, Loudias, Gallikos og Axios / Vardar; Den termiske golf var i klassisk tid betydeligt større, med mange gamle badebyer (f.eks Pella) ligger nu flere kilometer inde i landet. Den omfattende siltning påvirker hovedsageligt de nordlige og vestlige dele af bugten, som modtager størstedelen af den opskyllede aflejringer. Golfen er hjemsted for mange berømte uberørte strande, herunder Sani Beach. Der er dog ingen strande på den nordvestlige kyst, hvor vådområder strækker sig fra Methone (nordvestkysten) til de vestlige forstæder af Thessalonikis.
Havnen i Thessaloniki er bugtens største og travleste havn, mens yderligere tolv små havne sørger for søtransport i, ud og omkring den Termiske golf. Større vejnet i det nordlige Grækenland såsom motorvejen E75 (Athen - Thessaloniki) går langs den vestlige del af bugten, mens A25 (Thessaloniki - Nea Moudania motorvej) næsten omkranser dens østlige del.